# 詹如柏
詹如柏（1902年9月11日—1935年3月18日），本名詹寅，福建福安人，中国共产党早期人物，闽东特委及闽东红军游击队的主要领导人之一。部分文献因受到二简字影响将其写作占如柏。

## 生平

### 福安山头的“好汉”
詹如柏出生于福安后洋村的农民家庭，早年被过继至二叔名下。其生父母由于长期受到地主的压迫而先后自杀。1919年，詹如柏开始就读于私塾，六年后辍学，1926年秋到福安县城的紫阳高级小学就读。其时正值国民革命军北伐，詹如柏受到国民党左派的影响，经常上街游行示威。寒暑假期间，他则回乡开办私塾。乡民因其有知识而为人豪爽，也愿意与他来往。
1928年春，迫使詹如柏父亲自尽的地主詹志如强占了后洋村的一片山场。詹如柏当即带领乡民赴县城上诉，但时任县长谢箴廉却在受贿后派兵镇压。詹如柏带领乡民将队伍击败，找到当地的“土律师”施霖，请他帮忙打这场官司。经过一年的努力，官司最终胜诉，詹如柏也和施霖结下了友谊。
1929年，因后洋农民抗捐，棠溪民团派人抓捕农民70人，詹如柏遂组织起150多人的武装包围民团团长李仰唐的住处，迫于压力，李放走65人，将为首的5人押解到县城。詹如柏和施霖一起组织了三百多人到县城游行示威，要求政府放人，最后政府被迫让步，又释放了3人。

### 结识与加入中国共产党
1930年，中共党员马立峰（施霖的表弟）自福州回到福安工作，詹如柏在施霖的介绍下结识了马立峰，詹如柏遂开始变卖家产以协助福安的中共党组织建立游击队。
当时，为扩大游击队的武装力量，詹如柏试图以各种手段打击与收编民团，但均未获得成功。他和马立峰以祝寿、投降的名义先后与周玉光、寿宁何金标、闽北卢兴邦等地方武装交手，也以失败告终。4月，詹如柏策划了“五一暴动”，计划夺取保安队武装，但失败，其后的八一暴动同样宣告失败。但他依靠变卖家产、劫持土豪，也购得了一部分武器，得以组建游击队。
1931年春，詹如柏正式建立了游击队并自任队长，这支游击队是闽东的第一支从属于共产党的武装力量。其时福建省委巡视员邓子恢到福安，指导游击队开展了一系列暴动，消灭了一部分民团与大刀会组织。同年夏，詹如柏经马立峰介绍加入了中国共产党。

### 闽东武装割据的建立
1931年秋，福安中心县委召开扩大会议，会后，福建省委委派任铁锋与詹如柏一同到福安西区展开工作，筹划发动穆阳暴动。为此，两人说服了一部分民团、保安队与海军陆战队的人员协助他们工作，然而詹如柏在路上被当局警备队认出，任铁锋为了掩护他而拿出了假护照，随后被捕，县委为了营救任铁锋，只得停止穆阳暴动计划。
1932年初夏，因鸦片税过高，詹如柏带领7个村的三千多人，计划到县城抗议，并伺机夺取海军陆战队武装，但其后因故将计划改为派代表与县政府谈判。县长叶长青一面答应，一面派兵到溪北洋准备镇压，待抗议队伍离开县城后，军队逮捕了部分抗议人士。随后詹如柏带领队伍到城里的鸦片局捣毁了局里的设施，最终县政府被迫让步。
事后，福州中心市委书记陶铸到闽东指导建立游击队武装，詹如柏陪同陶铸巡视福建各地的共产党工作，陶铸将暴露身份、无法回家的共产党成员组织起来建立了福安红军游击队，并在中秋节前夜发动兰田暴动，将当地民团缴械，初步武装了游击队。
随后，詹如柏正式建立“闽东工农游击第一支队”并担任队长，马立峰担任政委。该游击队是闽东第一支由共产党建立的割据武装力量。为扩大武装力量，詹如柏率领闽东游击队多次袭击民团，当地军阀、土豪成立了“清乡委员会”以对付游击队。为了保全游击队，詹如柏率领支队转移到寿宁、霞浦、泰顺和福鼎等县活动。

### 从事地方党政工作
1932年秋，詹如柏带领当地农民抵抗地主收税，甚至带领游击队在路上阻击地主，迫使地主直到入冬都无法收到税款。1933年2月马立峰被捕，詹如柏接任福安中心县委书记，把苏维埃政权扩大到周墩、福鼎、寿宁一带。同年8月1日在福安北区新成立的福安革命委员会中，詹如柏被推选为主席。10月，第一支队与任铁锋率领的第五支队配合发动了甘棠暴动，消灭了一部分民团，两支队汇合后，省委委任江平接替詹如柏担任支队队长。
1933年底，闽变爆发，马立峰被福建人民政府释放，叶飞、曾志等人也到达福安，筹划先后发动赛岐暴动和霞浦暴动占领福安赛岐和霞浦县城。詹如柏夺取了当地民团和海军的武器，同时在没有耗费子弹的情况下占领了赛岐，然而霞浦县城在县长祝传钺的防守下未能被攻克。
1934年3月，詹如柏、曾志召开分田大会，将田地分给农民。其后福建临时省委遭到破坏，在失去与上级党组织的联系后，福安、连江等地的各党支部在柏柱洋村召开联席会议，正式建立中共闽东特委，詹如柏当选特委委员。8月初，红军第七团攻打福州，叶飞、詹如柏借国军南下应付之机南进将割据地区扩大，中旬，第七团与闽东独立团会师，占领了穆阳镇等地，10月，周墩城内的保安团在策动下起义，红军的闽东独立师也扩充了八百余人，闽东苏区就此达到鼎盛时期。

### 由鼎盛转入低潮
1934年底，中央苏区第五次反围剿战争失败，红军主力开始长征。国军随后开始加大力度清剿闽东的苏维埃政权，与中央失去联系的闽东特委书记苏达决定赴上海寻找党中央，由詹如柏代理闽东特委书记。
面对国军的压力，詹如柏提出要“誓与苏区共存亡”，发布紧急动员令号召苏区军民团结抵抗，但叶飞、曾志等人最终劝说詹如柏放弃了这种“左倾”思想，同意了跳出包围圈、保全游击队主力的主张，闽东苏区得以转变为游击区。
1935年，闽东的共产党势力急转直下，大量苏区被国民党政府重新占领。2月，在安德县（福安、宁德边境）的詹如柏听到闽东苏维埃政府主席马立峰被变节者游聚坤刺杀的消息，乔装成和尚，带领游击队回到福安中心县委，却发现家乡后洋村被国军屠杀，詹如柏只能被迫撤往寿宁县。

### 被捕及被处决
在撤往寿宁县的途中，叛变的村干部吴玉辉将詹如柏的游击队行踪透露给当地民团。3月1日清晨，便衣的清乡军队和民团将寿宁后章村包围，詹如柏左脚被击中，随后被捕。
时任福安县县长徐虎侯听闻詹如柏被捕，尝试劝其变节，但詹如柏严词拒绝，县政府对其严刑拷打，也未能让他屈服。最终当地政府将其押解到赛岐处决。被处决前，他留下了一段遗言：
我们共产党是穷人的党，蒋介石这个卖国贼，是帝国主义的狗腿，他双手沾满革命人民和共产党人的鲜血。我死没关系，还有其他人。共产党人是杀不完的！共产党总有一天会胜利！——詹如柏，临刑前的遗言
处决时，曾经被他杀死的土豪的家属用匕首、剪刀在他身上乱刺，在持续数小时的折磨后，詹如柏的心脏被一刀刺穿，结束了生命。

## 家庭
詹如柏父亲詹桂椿，母亲林莺娇。家中有四个兄弟，詹如柏排行第二。四个兄弟都先后加入共产党的队伍并全部牺牲。妻子林淑梅，是为家庭包办婚姻所娶，后随夫参加共产党革命，担任安德县妇女部主席。

## 艺术形象
2005年，由谢家良执导、缪小宁编剧的电视剧《生死相随》开播，其故事以詹如柏（剧中作“詹儒柏”）为背景展开，讲述了他和马立峰（剧中作“马力峰”）的革命故事。